# Camorim

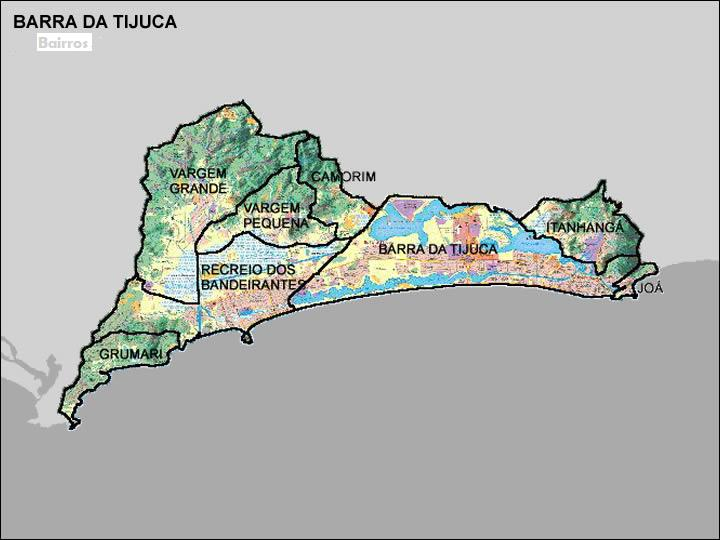
Mapa de la regió administrativa de la Barra de la Tijuca, incloent Camorim

Camorim és un barri pertanyent a la regió administrativa de Barra de Tijuca, en la Zona Oest del municipi de Rio de Janeiro, al Brasil.
El seu índex de desenvolupament humà, l'any 2000, era de 0,746, el 116 entre 126 regions analitzades en la ciutat de Rio.

## Etimologia
"Camorim" és un terme d'origen tupí que significa "llobarro", a través de la unió de kamuri (robalo) amb un (diminutiu).

## Descripció
Limita amb Jacarepaguá, Recreio dos Bandeirantes, Vargem Pequena, Vargem Grande i Barra da Tijuca. S'hi localitza el centre més gran de convencions d'Amèrica Llatina, el Riocentro. A més, la zona ha estat de gran importància per a realització dels Jocs Olímpics d'Estiu de 2016 a Rio, ja que s'hi va construir el Parc Olímpic Cidade do Rock (escenari també del Rock in Rio).
El barri té residències de classe mitjana alta, classe mitja i classe mitjana baixa, a més d'algunes granges. El barri també presenta un dels més baixos índexs de violència del municipi, malgrat el creixement del nombre de nous condominis i residències.
En el barri, es troba un dels accessos al Parque Estadual da Pedra Blanca, on és possible trobar-se cascades, entre elles la famosa Véu da Noiva, camins pel bosc, a més d'animals típics de la fauna atlàntica.
Un altre punt molt buscat del barri és l' Açude do Camorim, una presa construïda el 1908 i localitzada a 436 m d'altitud en del parc, formant part de l'anomenada Trilha Transcarioca.

## Dades
El barri de Camorim forma part de la regió administrativa de Barra da Tijuca. Els altres barris integrants de la regió administrativa són: Barra da Tijuca, Grumari, Itanhangá, Joá, Recreio dos Bandeirantes, Vargem Grande i Vargem Pequena.